# Accolans
 Accolans  es una población y comuna francesa, en la región de Franco Condado, departamento de Doubs, en el distrito de Montbéliard y cantón de L'Isle-sur-le-Doubs.

## Demografía
| 102 | 84 | 85 | 84 | 84 | 79 |
| Para los censos de 1962 a 1999 la población legal corresponde a la población sin duplicidades (Fuente: INSEE [Consultar]) |    |    |    |    |    |